# 莫諾利斯 (加利福尼亞州)
莫諾利斯（英語：Monolith）是位於美國加利福尼亞州克恩縣的一個非建制地區。該地的面積和人口皆未知。

## 地理
莫諾利斯的座標為35°07′12″N 118°22′27″W / 35.12000°N 118.37417°W，而該地的平均海拔高度為1209米（即3966英尺）。